# Uftjuga (Sjeverna Dvina)
Uftjuga (rus. Уфтюга) je rijeka u Krasnoborskom rajonu Arhangelske oblasti u Rusiji. To je desni pritok Sjeverne Dvine. Duga je 236 km, s površinom porječja od 6300 km2. Uftjuga se smrzava sredinom listopada do početka studenog i ostaje pod ledom do sredine travnja do početka svibnja. Njezin glavna pritok je Lahoma (desni).

## Tok i porječje
Izvor Uftjuge nalazi se na granici između Krasnoborskog i Lenskog rajona. Rijeka teče prema jugozapadu. Najveća naselja na rijeci su Kulikovo, Verhnjaja Uftjuga i Berjozonavolok. Na ušću se Uftjuga ulijeva u Peščani Poloj, ogranak Sjeverne Dvine istočno od njenog glavnog toka. Peščani Poloj se zatim ulijeva u Sjevernu Dvinu gotovo nasuprot Krasnoborska (koji se nalazi na lijevoj obali).
Državni vodni registar Rusije navodi 72 km donjeg toka rijeke, od Kulikova nizvodno, kao plovno.